# SHFV-Pokal 2020/21
Der SHFV-Pokal 2020/21 war die 68. Austragung des schleswig-holsteinischen Verbandspokals der Männer im Amateurfußball. Der Pokalsieger qualifizierte sich für die erste Hauptrunde im DFB-Pokal 2021/22. Titelverteidiger war der SV Todesfelde.

## Spielmodus
Bei einem unentschiedenen Spielstand nach regulären 90 Minuten kommt es, wie in anderen Pokalwettbewerben, zu einer zweimal 15-minütigen Verlängerung und, falls immer noch kein Sieger feststeht, im Anschluss zu einem Elfmeterschießen.

## Auswirkungen der Covid-19-Pandemie
Aufgrund der Covid-19-Pandemie konnten die Kreispokalspiele der Vorsaison nicht wie geplant bis zum Ende ausgespielt werden. Daher wurden die noch ausstehenden Duelle als zwei zusätzliche Qualifikationsrunden in diese SHFV-Pokal Saison übernommen und vor dem Achtelfinale ausgespielt. Durch eine erneute Unterbrechung dieser Saison im November 2020 (zu dem Zeitpunkt waren sieben Achtelfinal-Spiele und ein Viertelfinal-Spiel bereits gespielt), konnten die noch ausstehenden Spiele erst ab Juni 2021 ausgetragen werden, was eine schleswig-holsteinische Teilnahme am Finaltag der Amateure am 29. Mai 2021 unmöglich machte.

## Teilnehmende Mannschaften
Alle schleswig-holsteinischen Mannschaften, die in der Vorsaison oberhalb der Oberliga Schleswig-Holstein spielten, waren automatisch qualifiziert. Diese stiegen ab den Achtelfinale in den Wettbewerb ein. Ausgenommen war der Zweitligist Holstein Kiel, da die Vereine der Bundesliga und 2. Bundesliga nicht an den Verbandspokalen teilnehmen und automatisch für den DFB-Pokal qualifiziert sind. Zudem qualifizierten sich alle Mannschaften, die zum Zeitpunkt des Saisonabbruchs 2019/20 noch im Kreispokal vertreten waren. Zweitmannschaften waren nicht teilnahmeberechtigt.
Folgende Mannschaften waren somit für den SHFV-Pokal 2020/21 qualifiziert (in der Klammer ist die Ligenzugehörigkeit in dieser Spielzeit angegeben):
| Vereine der Regionalliga Nord 2019/20 - VfB Lübeck (III) - SC Weiche Flensburg 08 (IV) - Heider SV (IV) | Verbliebene Kreispokal- - Herzogtum Lauenburg: - Breitenfelder SV (VI) - SV Grün-Weiß Siebenbäumen (VI) - Holstein (Neumünster, Plön) - SG Probsteier 2012 (VII) - TuS Nortorf (VII) - Kiel: - TSV Altenholz (V) - SVE Comet Kiel (VI) - FC Kilia Kiel (VI) - Lübeck - 1. FC Phönix Lübeck (IV) - FC Dornbreite Lübeck (V) - SC Rapid Lübeck (VII) - Nordfriesland: - Husumer SV (V) - SV Frisia 03 Risum-Lindholm (V) - Ostholstein: - Eutin 08 (V) - TSV Pansdorf (V) | -teilnehmer 2019/20 - Rendsburg-Eckernförde: - TuS Jevenstedt (VI) - TuS Rotenhof (VI) - Schleswig-Flensburg (inkl. Flensburg): - TSB Flensburg (V) - TuS Collegia Jübeck (VI) - TSV Kropp (VI) - VfB Schuby (VIII) - SV Grün-Weiß Tolk (VIII) - Segeberg: - SV Todesfelde (V) - FSG Kaltenkirchen (VII) - Stormarn: - SV Eichede (V) - SV Preußen Reinfeld (V) - Westküste (Dithmarschen, Steinburg): - SG Geest 05 (VI) - ETSV Fortuna Glückstadt (VIII) |

| Ligaebene in Klammern: IV = Regionalliga Nord • V = Oberliga Schleswig-Holstein • VI = Landesligen • VII = Verbandsligen • VIII = Kreisligen |

## 1. Qualifikationsrunde
Sechs Mannschaften spielten in dieser Runde drei weitere Teilnehmer an der 2. Qualifikationsrunde aus. Die Spiele fanden zwischen dem 22. August und dem 5. September 2020 statt.
| Datum                 |                      | Ergebnis |                     |
| --------------------- | -------------------- | -------- | ------------------- |
| 22.08.2020, 15:00 Uhr | FC Dornbreite Lübeck | 0:5      | 1. FC Phönix Lübeck |
| 28.08.2020, 18:00 Uhr | FC Kilia Kiel        | 3:1      | SVE Comet Kiel      |
| 05.09.2020, 14:00 Uhr | VfB Schuby           | 4:0      | SV Grün-Weiß Tolk   |

## 2. Qualifikationsrunde
Die 3 Sieger der 1. Qualifikationsrunde und 19 weitere Mannschaften spielten in dieser Runde elf Achtelfinalisten aus. Die Spiele fanden zwischen dem 29. August und dem 12. September 2020 statt.
| Datum                 |                             | Ergebnis             |                     |
| --------------------- | --------------------------- | -------------------- | ------------------- |
| 29.08.2020, 15:00 Uhr | SV Preußen Reinfeld         | 1:5                  | SV Eichede          |
| 29.08.2020, 15:30 Uhr | TSV Pansdorf                | 1:4                  | Eutin 08            |
| 29.08.2020, 17:00 Uhr | Probsteier SG 2012          | 1:5                  | TuS Nortorf         |
| 29.08.2020, 18:30 Uhr | TuS Rotenhof                | 3:2 n. V. (2:2, 1:2) | TuS Jevenstedt      |
| 30.08.2020, 15:00 Uhr | SV Frisia 03 Risum-Lindholm | 3:0                  | Husumer SV          |
| 02.09.2020, 19:00 Uhr | SC Rapid Lübeck             | 0:3                  | 1. FC Phönix Lübeck |
| 04.09.2020, 18:30 Uhr | TuS Collegia Jübeck         | 4:1                  | TSV Kropp           |
| 05.09.2020, 15:00 Uhr | FC Kilia Kiel               | 3:0                  | TSV Altenholz       |
| 05.09.2020, 16:00 Uhr | FSG Kaltenkirchen           | 0:6                  | SV Todesfelde       |
| 08.09.2020, 19:00 Uhr | VfB Schuby                  | 00:10                | TSB Flensburg       |
| 12.09.2020, 16:00 Uhr | SV Grün-Weiß Siebenbäumen   | 2:0                  | Breitenfelder SV    |

## Achtelfinale
Die elf Sieger der 2. Qualifikationsrunde und fünf weitere Mannschaften – darunter die drei gesetzten Mannschaften aus der 3. Liga und Regionalliga Nord – spielen in dieser Runde die acht Viertelfinalisten aus. Die Spiele fanden zwischen dem 12. September 2020 und dem 16. Juni 2021 statt.
| Datum                 |                           | Ergebnis  |                             |
| --------------------- | ------------------------- | --------- | --------------------------- |
| 12.09.2020, 15:30 Uhr | TuS Nortorf               | 1:3       | FC Kilia Kiel               |
| 13.09.2020, 14:00 Uhr | TuS Collegia Jübeck       | 0:2 n. V. | SV Frisia 03 Risum-Lindholm |
| 13.09.2020, 14:00 Uhr | SV Eichede                | 0:3       | VfB Lübeck                  |
| 16.09.2020, 19:30 Uhr | TuS Rotenhof              | 2:6       | 1. FC Phönix Lübeck         |
| 03.10.2020, 15:00 Uhr | Eutin 08                  | 0:5       | Heider SV                   |
| 04.10.2020, 15:00 Uhr | ETSV Fortuna Glückstadt   | 0:6       | SC Weiche Flensburg 08      |
| 17.10.2020, 15:00 Uhr | SV Grün-Weiß Siebenbäumen | 0:7       | TSB Flensburg               |
| 16.06.2021, 19:00 Uhr | SG Geest 05               | 0:3 (0:2) | SV Todesfelde               |

## Viertelfinale
Die acht Sieger des Achtelfinals spielen in dieser Runde die vier Halbfinalisten aus. Die Spiele fanden zwischen dem 18. Oktober 2020 und dem 20. Juni 2021 statt.
| Datum                 |                             | Ergebnis                         |                        |
| --------------------- | --------------------------- | -------------------------------- | ---------------------- |
| 18.10.2020, 14:00 Uhr | SV Frisia 03 Risum-Lindholm | 2:2 n. V. (2:2, 1:1) (4:5 i. E.) | 1. FC Phönix Lübeck    |
| 18.06.2021, 19:00 Uhr | FC Kilia Kiel               | 1:5 (0:2)                        | SC Weiche Flensburg 08 |
| 20.06.2021, 15:00 Uhr | TSB Flensburg               | 2:1 (0:1)                        | VfB Lübeck             |
| 20.06.2021, 15:00 Uhr | SV Todesfelde               | 3:0 (1:0)                        | Heider SV              |

## Halbfinale
Die vier Sieger des Viertelfinals spielen in dieser Runde die beiden Finalisten aus. Die beiden Spiele fanden am 23. Juni 2021 statt.
| Datum                 |               | Ergebnis  |                        |
| --------------------- | ------------- | --------- | ---------------------- |
| 23.06.2021, 19:00 Uhr | TSB Flensburg | 1:2 (0:1) | 1. FC Phönix Lübeck    |
| 23.06.2021, 19:00 Uhr | SV Todesfelde | 1:2 (0:1) | SC Weiche Flensburg 08 |

## Finale
Die beiden Sieger des Halbfinals spielen im Endspiel den Pokalsieger aus. Die Begegnung fand am 27. Juni 2021 statt.
| Datum                 |                     | Ergebnis             |                        |
| --------------------- | ------------------- | -------------------- | ---------------------- |
| 27.06.2021, 14:00 Uhr | 1. FC Phönix Lübeck | 1:2 n. V. (1:1, 0:1) | SC Weiche Flensburg 08 |